# Pocheon FC
Pocheon FC (kor. 포천 시민축구단), klub piłkarski z Korei Południowej, z miasta P'och'ŏn, występujący w K3 League (3. liga).